# Melvyn Richardson
Melvyn Richardson (født 31. januar 1997 i Marseille) er en fransk håndboldspiller, som spiller for den spanske klub FC Barcelona. Han har vundet både EHF Champions League, den spanske liga og spanske pokalturnering med klubben.
Richardson spiller også for det franske landshold og fik sin mesterskabsdebut under håndbold-VM i 2019. I 2021 vandt han guldmedaljer ved OL 2020 i Tokio, for hvilket han blev ridder af Æreslegionen. Ved EM i Håndbold 2024 vandt han endnu en guldmedalje.
Han er søn af den tidligere franske håndboldspiller Jackson Richardson.